# Marco Paoletti
Marco Paoletti (Siena, 19 ottobre 1949) è un attore italiano.

## Biografia
Ha fatto il suo esordio sul grande schermo come co-protagonista ne Il maestro..., l'ultimo film diretto da Aldo Fabrizi vincitore del Premio Mediterraneo alla XVIII Biennale di Venezia.. Il ruolo di Gabriele gli permette di essere celebrato come rivelazione della stagione cinematografica 1957-58  ma la sua carriera artistica sarà breve. Fino al 1964 egli girerà infatti solo altri quattro film, due dei quali con ruolo da protagonista: Dagli Appennini alle Ande, con Eleonora Rossi Drago e Fausto Tozzi, e lo spagnolo Lazarillo di Tormes.

## Filmografia

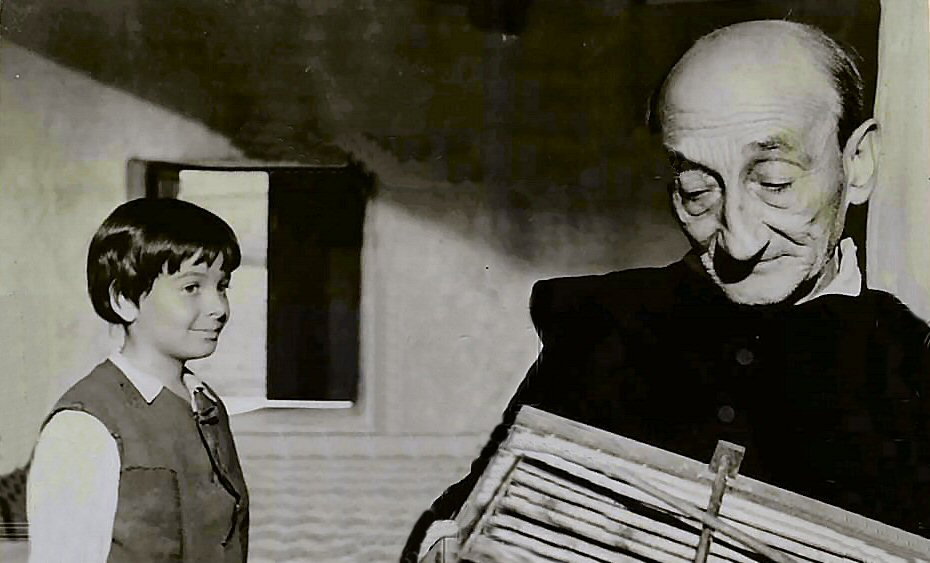
Marco Paoletti con Carlo Pisacane in Lazarillo De Tormes

- Il maestro..., regia di Aldo Fabrizi (1957)
- Dagli Appennini alle Ande, regia di Folco Quilici (1958)
- Pia De' Tolomei, regia di Sergio Grieco (1958)
- Lazarillo di Tormes, regia di César Fernández Ardavín (1959)
- Saul e David, regia di Marcello Baldi (1965)

## Doppiatori italiani
- Flaminia Jandolo in Il maestro...